# Maison Van Laer
Maison Van Laer, kortweg Van Laer, is een stokerij en wijnhuis in de wijk Outremeuse van de Belgische stad Luik. Het is een van de weinige stokerijen in België die de Tweede Wereldoorlog heeft overleefd. Het bedrijf produceert de Pékèt de Liège, een Wallonische jenever.

## Geschiedenis
Het bedrijf werd in 1923 opgericht door Henri Van Laer in de Rue Puits-en-Sock 85 te Outremeuse. In 1932 bracht Van Laer zijn eerste jenever uit onder de naam Princes-Evêques.
Van Laer is een van de weinige stokerijen in België die de Tweede Wereldoorlog overleefde. Veel distilleerapparatuur werd immers tijdens de oorlog in beslag genomen door de Duitse bezetter en bijgevolg werden talrijke stokerijen opgedoekt.
Na het overlijden van Henri zette zijn zoon José het bedrijf in 1970 voort als José Van Laer SPRL en breidde het verder uit. Zo is er ook een wijnhandel bijgekomen. In 2009 nam kleindochter Chantal Van Laer de zaak over.
De stokerij en wijnhuis Van Laer brengt sinds 2019 zijn jenever uit onder de beschermde naam Pékèt de Liège. Pékèt wordt onder andere geproduceerd voor de feesten rondom République Libre d'Outre-Meuse. In 2020 werden de feesten en dus ook de productie van Pékèt geannuleerd vanwege de coronacrisis.

## Pékèt de Liège
Van Laers Pékèt de Liège is gebaseerd op het recept uit 1932 dat Henri Van Laer toen ontwikkelde. Van Laer produceert drie varianten van zijn Pékèt de Liège. Ze worden onderscheiden door het alcoholgehalte, te weten 30, 34, en 40 procent alcohol. De jenevers worden ambachtelijk geproduceerd en bevatten geen additieven, suiker, kleurstoffen of kunstmatige smaakstoffen.